# Біріцький сільський округ
Бірі́цький сільський округ (каз. Бірік ауылдық округі, рос. Бирикский сельский округ) — адміністративна одиниця у складі Казталовського району Західноказахстанської області Казахстану. Адміністративний центр — село Ажибай.
Населення — 1029 осіб (2021; 1368 у 2009, 1509 у 1999, 1616 у 1989).
Станом на 1989 рік існувала Бріцька сільська рада (села Ажбай, Кизилту, Саралжин).

## Склад
До складу округу входять такі населені пункти:
| Населений пункт | Старі назви | Населення, осіб (1989) | Населення, осіб (1999) | Населення, осіб (2009) | Населення, осіб (2021) |
| --------------- | ----------- | ---------------------- | ---------------------- | ---------------------- | ---------------------- |
| Ажибай, село    | Ажбай       | 1066                   | 1118                   | 1122                   | 931                    |
| Кизилту, село   | Кзил-Ту     | 283                    | 173                    | 132                    | 48                     |
| Саралжин, село  | -           | 267                    | 218                    | 114                    | 50                     |